# 顾叔雍
顧叔雍（1955年—），中國畫家、書畫鑑賞家。

## 生平
顧叔雍出生於中國上海市浦東，幼年期間受其父親畫畫影響頗深，喜愛中國畫舆收藏。1972年起拜上海中國畫院著名畫家張大壯、來楚生二位門下，入室學習研究中國山水畫、花鳥畫。1975年後又拜上海中國畫院著名畫家、上海大學美術學院教授應野平為師，專研中國山水畫。七十年代期間顧又受到了上海中國畫院著名畫家唐雲、陸儼少、朱屺瞻三位的悉心指教。1984年進修於中國浙江美術學院工藝美術班。90年代起顧創作的山水畫、花鳥畫在上海博物館畫廊、朵雲軒畫廊銷售。1991年举办个人画展。出版《近現代字畫真贋特辑》。
顧叔雍的傳略已輯入《世界華人藝術家名人錄》、《中國當代文化藝術名人》、《藝術人生》等大典，還榮獲“中國國粹民族藝術家”、“中國書畫名家”等不少榮譽稱號。他所創作的中國山水畫、花鳥畫作品曾經被美國、加拿大、日本、英國、法國、荷蘭等國的藝術收藏家人士喜愛並購買收藏。